# Мост на Вишевском потоку
Мост на Вишеву потоку је камени мост на подручју општине Рудо, Босна и Херцеговина.

## Локација
Налази се на Вишевском потоку, у близини села Долови, око 200 м изнад магистралног пута Вишеград - Рудо, 15 км прије града. Некада је то био каравански пут који је повезивао овај крај са важним трговачким путевима. На удаљености од око километар од моста налази се гробље са нишанима и некропола са стећцима .

## Историја
Према предању, мост је претеча моста на Дрини у Вишеграду и саграђен је по наређењу великог везира турског царства Мехмед паше Соколовића. Грађен је од седре Вишеградске бање, па је, када је задовољио тадашње грађевинске стандарде, од те седре изграђен и мост на Дрини у Вишеграду.

## Опис
Мост на Вишевском потоку подигнут је на стрмим литицама и минијатурна је копија моста на Жепи. Дугачак је 11,5 метара, широк 2,5 метара, а распон прамца му је 4,2 метра. На највишој тачки, висока је око 7 метара. Мост нема никакву секундарну пластику, нема стубова, вијенаца и ограда. У грубој каменој конструкцији данас је у потпуности нестало везивно средство из фуга, па је тешко закључити да ли је овај мост изграђен потпуно суво или је ово стање настало као последица временских услова.
Стрме, скоро окомите обале захтевале су конструкцију моста са једним распоном. Лук моста је изграђен од прецизно тесаног камена, који је само правилно сложен на интрадосу лука, док је остатак моста грађен од блокова ломљеног и тесаног камена различитих димензија. По дубини свода камен је распоређен у хоризонталне слојеве са минималним одступањима.
Мост је одавно ван употребе и прети му опасност од урушавања. Горња површина моста је прекривена дивљим растињем и тешко оштећена због вишегодишњег неодржавања и изложености временским приликама. Свод је напукао на неколико места, стаза се сузила, вода му поткопава темеље. Данас је мост заборављен и од мештана и стручњака.
Мост је национални споменик Босне и Херцеговине. 